# 대한민국 형법 제171조
'대한민국 형법 제171조는 업무상실화, 중실화에 대한 형법각칙의 조문이다.

## 조문
제171조(업무상실화, 중실화) 업무상과실 또는 중대한 과실로 인하여 제170조의 죄를 범한 자는 3년 이하의 금고 또는 2천만원 이하의 벌금에 처한다. <개정 1995.12.29>

第171條(業務上失火, 重失火)業務上過失 또는 重大한 過失로 因하여 第170條의 罪를 犯한 者는 3年 以下의 禁錮 또는 2千萬원 以下의 罰金에 處한다. <改正 1995.12.29.>

## 같이 보기
- 현주건조물방화치사죄
- 현주건조물방화죄
- 방화죄